# (35196) 1994 JC8
(35196) 1994 JC8 est un astéroïde de la ceinture principale d'astéroïdes découvert en 1994.

## Description
(35196) 1994 JC8 a été découvert le 11 mai 1994 à l'observatoire de Kitt Peak, situé dans l'Arizona (États-Unis), par le projet Spacewatch de l’université de l'Arizona.

### Caractéristiques orbitales
L'orbite de cet astéroïde est caractérisée par un demi-grand axe de 2,80 ua, un périhélie de 2,58 ua, une excentricité de 0,08 et une inclinaison de 5,13° par rapport à l'écliptique. Du fait de ces caractéristiques, à savoir un demi-grand axe compris entre 2 et 3,2 ua et un périhélie supérieur à 1,666 ua, il est classé, selon la JPL Small-Body Database, comme objet de la ceinture principale d'astéroïdes.

### Caractéristiques physiques
(35196) 1994 JC8 a une magnitude absolue (H) de 15,2 et un albédo estimé à 0,848.